# Сімідзу Маріко
Маріко Сімідзу (яп. 清水真理子; нар. 4 травня 1974, Томіока, префектура Ґумма) — японська борчиня вільного стилю, дворазова срібна призерка чемпіонатів світу, дворазова чемпіонка та бронзова призерка чемпіонатів Азії.

## Життєпис
Боротьбою почала займатися з 1978 року. Маріко Сімідзу завершила спортивну кар'єру незадовго до того, як жіноча боротьба була включена до Олімпійських видів спорту.
Виступав за борцівський клуб вищої школи Сакае, префектури Сайтама. Тренер — Ацусі Ногучі.

## Спортивні результати на міжнародних змаганнях

### Виступи на Чемпіонатах світу
| Змагання                        | Збірна | Вагова категорія          | Місце  |
| ------------------------------- | ------ | ------------------------- | ------ |
| Чемпіонат світу з боротьби 1992 | Японія | жіноча боротьба, до 65 кг | 5      |
| Чемпіонат світу з боротьби 1995 | Японія | жіноча боротьба, до 57 кг | 6      |
| Чемпіонат світу з боротьби 1997 | Японія | жіноча боротьба, до 56 кг | Срібло |
| Чемпіонат світу з боротьби 1998 | Японія | жіноча боротьба, до 56 кг | 7      |
| Чемпіонат світу з боротьби 1999 | Японія | жіноча боротьба, до 56 кг | Срібло |

### Виступи на Чемпіонатах Азії
| Змагання                       | Збірна | Вагова категорія          | Місце  |
| ------------------------------ | ------ | ------------------------- | ------ |
| Чемпіонат Азії з боротьби 1996 | Японія | жіноча боротьба, до 57 кг | Золото |
| Чемпіонат Азії з боротьби 2000 | Японія | жіноча боротьба, до 56 кг | Золото |
| Чемпіонат Азії з боротьби 2001 | Японія | жіноча боротьба, до 56 кг | Бронза |